# 柏競馬場
柏競馬場（かしわけいばじょう）は、千葉県柏市にあった競馬場である。開設時は千葉県畜産組合連合会主催。

## 沿革

### 開設
当初千葉市（現・中央区）椿森にあった競馬場が手狭になったため千葉県畜産組合はその代替地を探しており、その結果柏競馬場が1928年に開設された。
コースは1周1600m・幅員30m。これは当時の地方競馬では最大級。ただし、各コーナーのカーブはきつく、1・2コーナーと3・4コーナーの間には直線があり、全体に四角い形状のコースであった。
馬場や場内の各種設備についても当時最新鋭の設備が導入され、市内の高級洋食店が出店するなど、「日本一の競馬場」「東洋一の近代競馬場」とその威容を謳われ注目を集めた。初開催の3日間で9万人の入場者を記録している。
なぜこの時代にこれほどの競馬場が千葉県に作られたかについては理由がある。千葉県はこの当時、三里塚（現在の成田国際空港付近）に所在した宮内省下総御料牧場を頂点に戴き、日本の競走馬および軍馬の生産の中心地となっていた。その馬産地としての威信を賭け、またその誇りを示した競馬場といえる。
当時は春秋3日ずつしか競馬開催ができなかったが、1929年2月には広大な場内を利用してゴルフ場も開設され、競馬の開催がないときにも敷地は活用された。
1933年7月20日、総武鉄道野田線（現在の東武野田線）の柏〜豊四季間に「柏競馬場前駅」が開設され、常磐線柏駅からの徒歩や乗合自動車に限られていたアクセスが改善された。

### 戦中
1940年からは「柏鍛錬競馬」が開催され、軍用馬の鍛錬競技が行われていたが、1942年に情勢の悪化などにより閉鎖。翌年、敷地は場内外のゴルフ場跡地とともに日本光学（現ニコン）の軍需工場となった。翌1943年には柏競馬場前駅も「北柏駅」（常磐線の北柏駅とは別）と改められた。

### 戦後・廃止
競馬場のみ1947年に再開し、1949年2月に千葉県営競馬が開催。だが、立地条件の悪さや折から大ブームとなった競輪との競合などにより売上は振るわず、結局翌1950年2月が最後の開催となり、1952年に船橋競馬場に移転、廃止となった。当時競輪のほうが競馬に比べて人気があったことから「馬のケイリン」という自虐的なキャッチコピーがあったほどである。総じて、南関東の地方競馬場は、粕壁→浦和、八王子→大井、戸塚→川崎と、施設規模や環境よりも集客力を求めて都心地域へと移転している。1945年から休止していた北柏駅も、1955年に廃止された。
なお、1949年秋には第6回東京優駿大競走（日本ダービー）の優勝馬である名牝ヒサトモがこの競馬場で出走し、2勝したとの記録がある。この時ヒサトモは15歳である。また、その後、この競馬場での調教中に倒れ、非業の死を遂げたともされる（ただし、ヒサトモの死については、次の開催場である浦和競馬場に移動した後の調教で起きたという説もある）。

## 現在
競馬場の機能は船橋競馬場に引き継がれた。船橋競馬場内にある馬頭観世音の石碑は当競馬場から移設されたものである。1978年からは当競馬場を記念したかしわ記念も開催されている。
競馬場跡地は、しばらくはスタンドも含めてそのまま放置されていたが、日本住宅公団（現・都市再生機構）に売却ののち開発され、豊四季台団地となった。